# アポロ・グランフォルテ

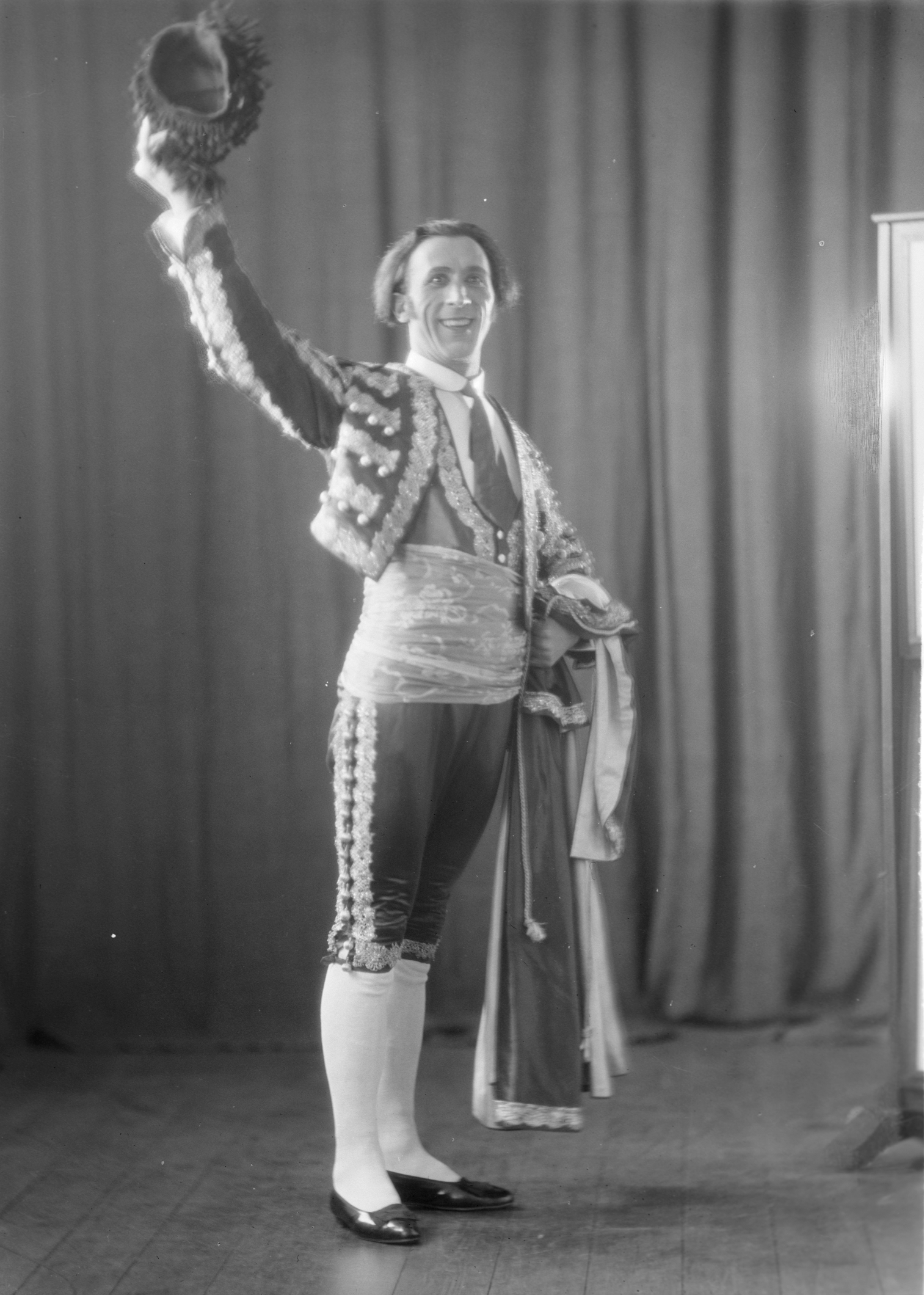
仮想をした

アポロ・グランフォルテ（Apollo Granforte, 1886年7月20日 - 1975年6月11日）は、イタリア出身のバリトン歌手。本名はアポリナーレ・グランフォルテ(Apollinare Granforte)。

## 生涯
レニャーゴの生まれ。18歳の時にアルゼンチンに移住して靴職人として働きつつ、ブエノスアイレスでグイド・カポッキとニコラ・ゲレーラの各氏に声楽を学ぶ。1913年にロサリオでヴェルディの《椿姫》のジェルモン役を歌ってデビューを飾る。第一次世界大戦中にイタリアに戻り、兵役に就いた。終戦後はイタリアを中心に活動を行い、1922年のアドリアーノ・ルアルディの《王の娘》、1923年のニーノ・カットッツォの《楽しき奇跡》、1936年のマリピエロの《ジュリオ・チェーザレ》などの初演に参加している。1943年に引退後は後進の指導に専念した。門下生にラファエル・アリエやレイラ・ジェンチェルがいる。
1975年6月11日、ミラノにて死去。